# Diszkó

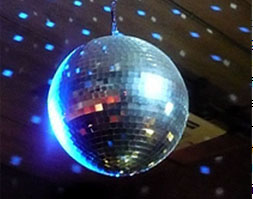
Diszkógömb

Stilizált kép diszkótáncosokról

A diszkó (angolul: disco) tánczenei stílus. A műfaj a hetvenes évek második felében volt népszerűségének tetőpontján. Jellemzője az ütemes könnyűzene, melyet laza, vagy akár kombináltabb táncelemekkel kísérnek a műfaj kedvelői, továbbá azok feltűnő, divatos, vagy annak szánt ruházata, valamint a zenét és táncok kísérő színes fényeffektusok, ezekkel főleg a műfaj számára létrehozott diszkóklubokban lehetett találkozni. Ilyen külsőségek például a flitterek, a színes lámpák, vagy a fényt széttükröző diszkógömb.

## Történelem
Gyökerei az afro-amerikai, meleg és pszichedelikus szubkultúrák klubéletében találhatóak meg New Yorkban és Philadelphiában a hatvanas-hetvenes évek fordulópontján. A diszkózene a New York-i melegek, feketék és latinok reakciója volt a rockzenére. A nők körében is elfogadottá vált, és a stílus hamarosan elterjed más kultúrkörnyezetekben is. David Mancuso DJ 1970 februárjában nyitotta meg saját otthonában The Loft nevű privát diszkóklubját New Yorkban. Az AllMusic szerint azonban a diszkó Isaac Hayes és Barry White nevéhez fűződik, akik már 1971-ben diszkót játszottak. Az oldal szerint nincs megegyezés abban a kérdésben, hogy mi volt a legelső diszkószám. Egyesek a The Doors zenekar The Changeling-jéhez kötik, mások szerint Manu Dibango Soul Makossája vagy Jerry Butler One Night Affairje az. Megint mások a Hues Corporation Rock the Boatját, vagy George McCrae Rock Your Baby című számát tartják annak. Felmerül Carl Douglas és Biddu Kung Fu Fightingja is. Az első írásos emlék a diszkóról 1973 szeptemberéből való; Vince Aletti számol be róla a Rolling Stone magazinban. Az első diszkó-rádióműsor 1974-ben indult a New York-i WPIX-FM műsorán.
A zenére jelentősen hatott a funk, különböző latin műfajok és a soul. A diszkóhangzás jellemzője a szárnyaló, sokszor visszhangosított ének egy stabil, minden negyedre ütő nagydob, nyolcados vagy tizenhatodos lábcin (off-beatnél nyitott lábcinnel) és masszív, szinkópált basszus (basszusgitár által, ami néha egyszerű oktávokat játszik tipikus ritmusképletekben) fölött. A Fender Jazz Bass basszusgitár-modellje könnyen összefüggésbe hozható a diszkóhangzással, mivel a gitár érthető, sajátos hangot produkál diszkózenei környezetben. Sok diszkószámban vonósok, rézfúvósok, elektromos zongora és elektromos gitár alkotja a gazdag hátteret. Nagyzenekari hangszerek (például fuvola) sokszor hallható szólóhangszerként, de – ellentétben a rock-al – elektromos gitárszólókkal ritkábban találkozunk.
A hetvenes évek legismertebb diszkóelőadói: Donna Summer, a Bee Gees, a KC and the Sunshine Band, a Chic és a The Jacksons, ami Michael Jackson Jackson 5 utáni, de szólókarrierje előtti együttese volt. Summer volt az első, széles körben ismert diszkóénekes, sokan a Diszkó Királynőjének nevezik. Továbbá ő segítette az elektronikus hangszerek forradalmát, melyek később a diszkó szerves részeivé váltak. Bár az énekesek és az előadók szerezték meg a népszerűség oroszlánrészét, a háttérben dolgozó producerek hasonlóan fontos (ha nem fontosabb) munkát végeztek. Ők szerezték a dalokat és ők alkották meg a számok innovatív hangzásvilágait. Ilyen zenész-producer volt Nile Rodgers, Giorgio Moroder és Frank Farian is. Egyéb ismert diszkóelőadók és együttesek voltak még a Boney M., a Baccara, a Kool & the Gang, Gloria Gaynor, Yvonne Elliman, a Sheila and B. Devotion, az Earth, Wind & Fire, az Ottawan, az ELO, a Village People vagy a Commodores is. Több diszkózenén kívüli előadó is készített diszkószámot a korszakban, mint például Rod Stewart, a Szombat Esti Láz és a Thank God It's Friday című filmek pedig még inkább elterjesztették a stílust a köztudatban. Magyar előadók közül a korai Beatrice, Szűcs Judit, Kovács Kati vagy a Neoton Família volt leginkább jelen a diszkóműfajban.
Piero Scaruffi zenekritikus és szakíró szerint a diszkó-jelenség a "kollektív eksztázis" érzéséből fakad, ami a diszkózene közvetítésével katarzist és szabadságérzetet adott. A diszkó volt az utolsó nagy könnyűzenei mozgalom, amit a közvetlenül a második világháború után születő baby boom generáció vezetett, az ezt követő trendeket már az ő gyerekeik, az X generáció alakították.
Egy agresszív diszkóellenes mozgalom is kibontakozott Amerikában, aminek csúcspontja az 1979 júliusában történt Disco Demolition Night (a diszkórombolások éjszakája). A stílus népszerűsége csökkenni kezdett az Egyesült Államokban, azonban a világ többi részén továbbra is kedvelt maradt a nyolcvanas évek végéig.
Mivel a "disco" megnevezés kiment a divatból az 1980-as évtized elejére, megjelent a "dance music" és a "dance pop" kifejezés, amelyek olyan zenére utalnak, amikben diszkó-szerű ritmusvilág hallható. A diszkóklubok a későbbi évtizedek folyamán továbbra is népszerűek maradtak, és a stílus zenei jellemzői olyan újabb műfajokat hívtak életre, mint a house, a nu-disco, a Hi-NRG, az Italo Disco, az Eurodisco, a disco-funk és a latin freestyle.

## Zenei jellemzők

### Előállítás
A "diszkóhangzás" jóval költségesebb volt, mint a hetvenes évek egyéb könnyűzenei formátumai. A négytagú funk/soul együttesektől vagy a kis soul jazz orgonatrióktól eltérően a diszkózenéket nagy létszámú popzenekarok játszották, amin belül szerepeltek akkordhangszerek (gitár, billentyűsök, szintetizátorok), dobok és ütős hangszerek (dobfelszerelés, latin percussion hangszerek, elektromos dobok), rézfúvósok, vonós zenekar és több "klasszikus" szólóhangszer (pl. fuvola, furulya stb.).
A diszkó hangszerelt zene amit gyakorlott arranzsőrök és hangszerelők szereztek, a producerek pedig saját kreatív ötleteiket tették hozzá a végleges hangzáshoz. A komplex hangszerelések felvételei nagy létszámú csapatot igényeltek, beleértve karmestert, kottamásolót, zenei rendezőt és hangtechnikusokat. Utóbbiak fontos szerepet játszottak a diszkókorszakban, mivel a diszkószámok nagy része nem kevesebb, mint 64 különböző sávból állt össze.
Kezdetben a diszkószámok is a sztenderd 3 perces hosszt követték, míg Tom Moulton ki nem találta, hogy hosszabb számokat készítsenek. Azonban a korszak klasszikus 45-ös fordulatszámú kislemezei nem voltak képesek 5 percnél hosszabb, jó minőségű zenei anyagot tárolni. Moulton José Rodriguez keverőtechnikus segítségével először 10 inches (1 inch = 2,54 centiméter), majd később 12 inches lemezekkel kezdett dolgozni az addigi 7 inchesektől eltérően (a 12 inches hanglemez akkoriban egy egész album sztenderd mérete volt, s nem csak egy kislemezé). Ez a formátum a műfaj összes DJ-je számára alappá vált.
Mivel a diszkólemezek kereskedelme nagyban függött az adott szám sikerétől a klubéletben, a DJ-k fontos szerepet játszottak a stílus terjesztésében. A korszak neves DJ-i: Rex Potts (Loft Lounge, Sarasota, Florida), Karen Cook, Jim Burgess, Walter Gibbons, John "Jellybean" Benitez, Richie Kaczar a Studio 54-ből, Rick Gianatos, Francis Grasso a Sanctuaryből, Larry Levan, Ian Levine, Neil "Raz" Rasmussen és Mike Pace a brooklyni L'amour Discóból, Preston Powell a Magique-ből, Jennie Costa a Lemontreesből, Tee Scott, Tony Smith a Xenonból, John Luongo, Robert Ouimet a The Limelightból és David Mancuso.

## Hatása más műfajokra
A diszkó a zene mellett elsődlegesen a filmekre volt még jelentősebb hatással, fénykorában több stílusába vágó vagy egyenesen azzal foglalkozó zenés film készült, ilyenek voltak a Szombat esti láz (1977), annak folytatása az Életben maradni (1983), a Végre péntek van (1978), a Roller Boogie (1979) vagy a Xanadu (1980). Ismert zenés film volt még ebből az időből a Grease (1978) is, ami bár az ötvenes években játszódott, de a zenei stílusa egyértelműen a kor diszkójára reflektált. Több filmzenét és egyéb zenei stílusú művet is átkomponáltak ekkoriban diszkóstílusúra. Évtizedekkel később készült filmekben is szívesen nyúltak a klasszikus diszkóslágerekhez, kiváltképp ha az adott film is abban a korszakban játszódott, erre példa a Boogie Nights (1997), az 54 (1998), a Betépve (2001), az Amerikai botrány (2013) vagy a Rendes fickók (2016).

## Fordítás
- Ez a szócikk részben vagy egészben  a   Disco című angol Wikipédia-szócikk fordításán alapul.  Az eredeti cikk szerkesztőit annak laptörténete sorolja fel. Ez a jelzés csupán a megfogalmazás eredetét és a szerzői jogokat jelzi, nem szolgál a cikkben szereplő információk forrásmegjelöléseként.

## Külső hivatkozások
- disco.lap.hu
- MusicTime